# Olof Krook
Olof Olsson Krook, född 2 april 1879 i Malmö, Skåne, död där 26 april 1952, var en svensk skådespelare.
Olof Krook är gravsatt på Östra kyrkogården i Malmö.

## Filmografi (urval)
- 1917 – Thomas Graals bästa film
- 1924 – När millionerna rulla
- 1924 – Björn Mörk
- 1925 – Flygande holländaren
- 1925 – Karl XII del II
- 1926 – Dollarmillionen
- 1928 – Gustaf Wasa del I
- 1928 – Från skyffen till hälsobostäder
- 1931 – Skepp ohoj!
- 1931 – Röda dagen
- 1931 – Skepparkärlek
- 1932 – Landskamp
- 1932 – Lyckans gullgossar
- 1932 – Muntra musikanter
- 1933 – Bohmans pojke
- 1934 – Sången till henne
- 1934 – Uppsagd
- 1935 – Munkbrogreven
- 1938 – Med folket för fosterlandet
- 1938 – Goda vänner och trogna grannar
- 1939 – Filmen om Emelie Högqvist
- 1940 – Stål
- 1941 – Göranssons pojke
- 1942 – I gult och blått
- 1943 – Aktören
- 1943 – Fångad av en röst
- 1943 – Stora skrällen
- 1944 – Kejsarn av Portugallien
- 1945 – Oss tjuvar emellan eller En burk ananas
- 1945 – Mans kvinna
- 1945 – Galgmannen
- 1946 – Ballongen
- 1952 – Flyg-Bom